# Temporada 1986 del Campeonato de España de Rally de Tierra
La temporada 1986 fue la 4.º edición del Campeonato de España de Rally de Tierra. Comenzó el 19 de abril en el Rally RACE Cardona y terminó el 29 de noviembre en el Rally RACE Madrid.

## Calendario
| N.º | Fecha            | Prueba                   | Notas |
| --- | ---------------- | ------------------------ | ----- |
| 1   | 19 de abril      | Rally RACE Cardona       |       |
| 2   | 25 de mayo       | Rally RACE Lugo          |       |
| 3   | 12 de julio      | 1.º Rally RACE Cantabria |       |
| 4   | 6 de septiembre  | Rally RACE Granada       |       |
| 5   | 27 de septiembre | Rally RACE Soria         |       |
| 6   | 1 de noviembre   | Rally RACE Pals          |       |
| 7   | 29 de noviembre  | Rally RACE Madrid        |       |

## Equipos
| Equipo            | Vehículo                 | Piloto             | Copiloto          | Rondas            |
| Equipos oficiales | Equipos oficiales        | Equipos oficiales  | Equipos oficiales | Equipos oficiales |
| ----------------- | ------------------------ | ------------------ | ----------------- | ----------------- |
| FASA-Renault      | Renault 5 Maxi Turbo     | Carlos Sainz       | Antonio Boto      | 6-7               |
| Equipos privados  |                          |                    |                   |                   |
|                   | Opel Manta 400           | Juan Carlos Oñoro  | Juanjo Lacalle    | 1-5, 7            |
| RACC              | SEAT Ibiza Bimotor       | Josep María Servià | Lluis Corominas   | 1-7               |
|                   | BMW 324 Diesel           | Joan Arnella       | Joan Josep Martín | 1-7               |
|                   | Citroën Visa 1000 Pistes | Urbano Villanueva  | José Alonso Vidal | 1-7               |

## Clasificación

### Campeonato de pilotos

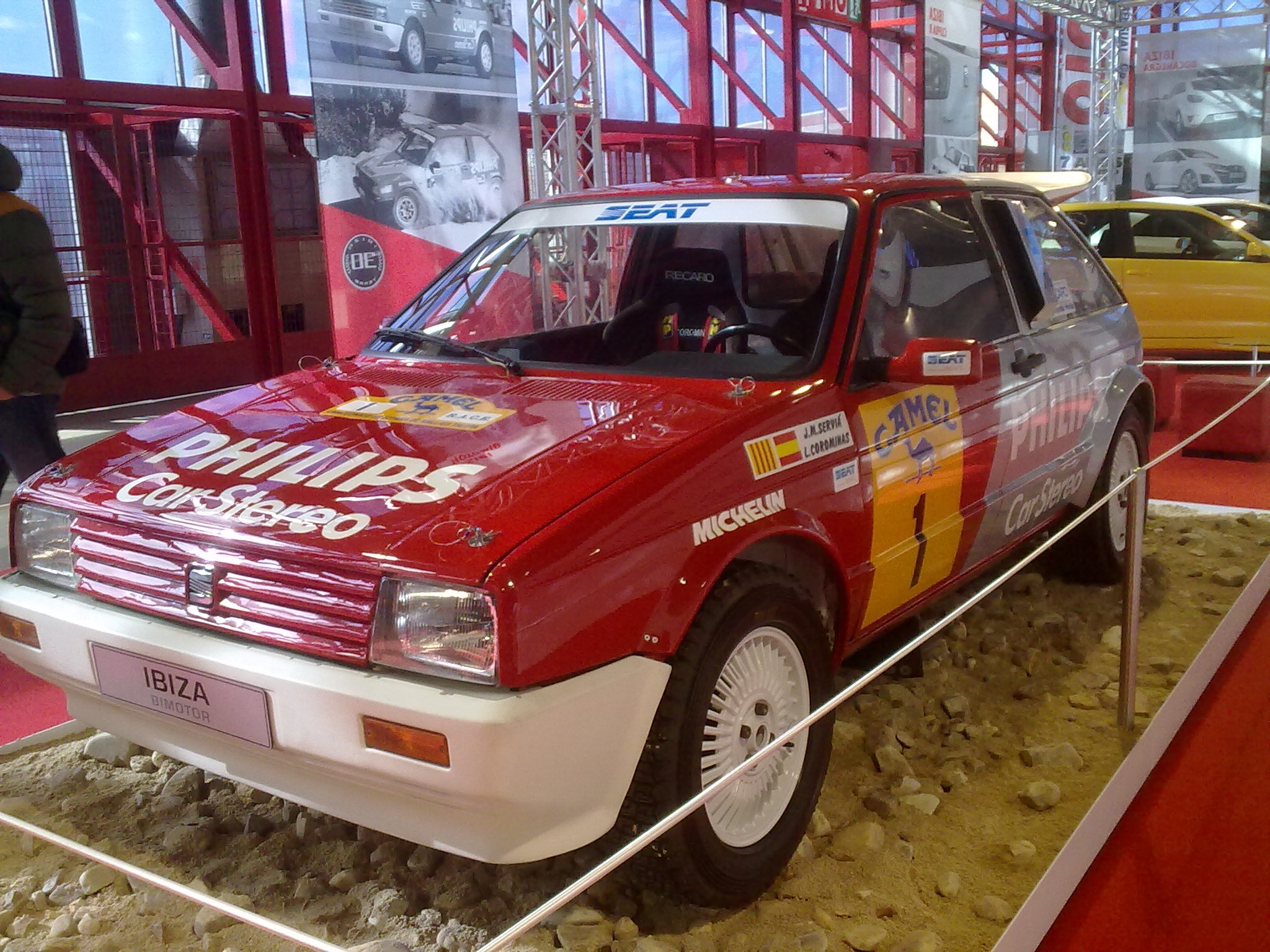
Josep María Servià fue subcampeón con el SEAT Ibiza Bimotor con el que logró dos victorias: en Soria y Pals.

| Pos. | Piloto             | 1   | 2   | 3 | 4 | 5  | 6   | 7   | Puntos |
| ---- | ------------------ | --- | --- | - | - | -- | --- | --- | ------ |
| 1.   | Juan Carlos Oñoro  | 2   | 1   | 1 | 1 | 4  |     | Ret | 143    |
| 2.   | Josep María Servià | Ret | Ret | 6 | 6 | 1  | 1   | 2   | 123    |
| 3.   | Joan Arnella       | Ret | 3   | 4 | 2 | 5  | 3   | 4   | 119    |
| 4.   | Urbano Villanueva  | 5   | 2   | 7 | 3 | 7  | 4   | Ret | 103    |
| 5.   | Víctor Ordóñez     | 12  | 5   |   |   | 12 | 7   | 7   | 74     |
| 6.   | Alex Brustenga     |     |     | 3 |   | 8  | 5   | 5   | 67     |
| 7.   | Carlos Sainz       |     |     |   |   |    | 2   | 1   | 59     |
| 8.   | Juan Calvo         | 20  |     |   |   | 20 |     | 28  | 58     |
| 9.   | Luis Verdú         |     | Ret |   | 4 | 6  | Ret | 6   | 56     |
| 10.  | Antonio Pujol      | 4   | 6   | 8 |   |    |     |     | 53     |

### Campeonato de copilotos
| Pos. | Copiloto          | Puntos |
| ---- | ----------------- | ------ |
| 1.   | Juanjo Lacalle    |        |
| 2.   | Joan Josep Martín |        |
| 3.   | Lluis Corominas   |        |
| 4.   | José Alonso Vidal |        |
| 5.   | Gesto             |        |

### Agrupación I - Clase 7
| Pos. | Piloto         | Puntos |
| ---- | -------------- | ------ |
| 1.   | Víctor Ordóñez |        |

### Agrupación I - Clase 8
| Pos. | Piloto     | Puntos |
| ---- | ---------- | ------ |
| 1.   | Juan Calvo |        |

### Agrupación I - Clase 9
| Pos. | Piloto                 | Puntos |
| ---- | ---------------------- | ------ |
| 1.   | Rafael Peñalva Redondo |        |

### Agrupación III
| Pos. | Piloto             | Puntos |
| ---- | ------------------ | ------ |
| 1.   | Josep María Serviá |        |

### Agrupación IV
| Pos. | Piloto       | Puntos |
| ---- | ------------ | ------ |
| 1.   | Joan Arnella |        |